# Cundinamarca subalbata
Cundinamarca subalbata är en fjärilsart som beskrevs av Paul Dognin 1910. Cundinamarca subalbata ingår i släktet Cundinamarca och familjen mätare. Inga underarter finns listade i Catalogue of Life.